# Union County, Kentucky
Union County är ett administrativt område i delstaten Kentucky, USA, med 15 007 invånare. Den administrativa huvudorten (county seat) är Morganfield.  

## Geografi
Enligt United States Census Bureau har countyt en total area på 941 km². 894 km² av den arean är land och 47 km² är vatten. 

### Angränsande countyn
- Posey County, Indiana - norr, över Ohiofloden
- Henderson County - nordost
- Webster County - sydost
- Crittenden County - söder
- Hardin County, Illinois - väster, över Ohiofloden
- Gallatin County, Illinois - nordväst, över Ohiofloden